# Хубенице
Хубени́це (пол. Hubenice) — село в Польше, находящееся в гмине Грембошув Домбровского повета Малопольского воеводства.

## География
Село располагается в 16 км от города Домброва-Тарновска и 68 км от города Кракова.

## История
С 1975 по 1998 года село входило в Тарнувское воеводство.